# Eddie Jones (Schauspieler)
Arthur Edward „Eddie“ Jones (* 18. September 1934 in Washington, Pennsylvania; † 6. Juli 2019 in Los Angeles, Kalifornien) war ein US-amerikanischer Schauspieler, dessen Schaffen für Film und Fernsehen rund 80 Produktionen umfasste. Er wirkte zudem in rund 250 Theaterproduktionen mit.

## Leben
Jones wurde 1934 in Washington im US-Bundesstaat Pennsylvania geboren.
Als junger Mann gewann er eine größere Summe Geld beim Pokerspiel und entschloss sich in Kalifornien ein Elektroingenieursstudium zu beginnen; nebenbei finanzierte er sich sein Leben, indem er bei einer Tankstelle arbeitete. Ein Freund forderte ihn auf ihn zu einem Schauspielkurs zu begleiten und Jones begeisterte sich für die Schauspielerei. Er schrieb sich ebenfalls in den Kurs ein und begann in Sommertheaterstücken mitzuwirken.
Nach seinem Militärdienst nahm er die Schauspielerei wieder auf, spielte in weiteren Sommertheater-Produktionen und lebte eine Zeit in New York City, wo er auch Schauspielkurse besuchte.
Er lebte mit seiner Frau, der Regisseurin Anita Khanzadian-Jones, in Los Angeles. Das Paar war vom 23. November 1991 an, bis zu seinem Tod, verheiratet. Jones starb im Alter von 84 Jahren im Cedars-Sinai Medical Center. Seine Asche wurde der Familie übergeben.

## Karriere
Seine erste Rolle im Fernsehen hatte Jones 1959 in der Seifenoper Young Doctor Malone, nachdem er über 200 Bewerbungen geschrieben hatte und schließlich zu einem Casting eingeladen wurde. Er verlor seine Rolle als Dr. Matt Steele allerdings nach knapp vier Monaten bereits wieder, nachdem es zu einem Disput mit dem Produzenten der Fernsehserie gekommen war.
Jones war langjähriges Ensemble-Mitglied der Interact Theatre Company, ITC, in Los Angeles. Laut einem Nachruf kehrte er Anfang der 1970er-Jahre an die Ostküste der Vereinigten Staaten zurück, wo er 1972 die Zweitbesetzung von Charles Durning in der Originalproduktion von That Championship Season (Champions) am Broadway in New York City war und die Rolle des George Sikowski verkörperte. 1979 spielte er Sheriff McKinstry in Devour the Snow.
Neben seiner Arbeit am Broadway und Off-Broadway spielte er in zahlreichen landesweiten Theaterproduktionen sowie im Regionaltheater. So war er 1975 in dem Bühnenstück The Gingerbread Lady am Candlelight Dinner Playhouse in Chicago, Illinois, zu sehen und hatte Rollen in Who’s Afraid of Virginia Woolf? und in Arthur Millers Tod eines Handlungsreisenden. Für die Darstellung des Willy Loman erhielt er 1987 einen L.A. Drama Critics Circle Award. Im Herbst 2007 spielte er die Rolle des Vaters in einer Inszenierung von John Patrick Shanleys The Dreamer Examines His Pillow am McCadden Place Theatre in Hollywood, bei der seine Frau Regie führte; in weiteren Rollen waren Jeffrey Stubblefield und Amanda Tepe zu sehen.
Ab 1978 arbeitete er wieder vor der Kamera und wirkte folgend in 78 Fernsehserien, Fernsehfilmen und Kinofilmen mit. Sein Debüt nach der Rückkehr vor die Kamera hatte er 1978 in einer Rolle des Coming-of-Age-Films Heißes Blut. 1992 spielte er den Vater der Rockford-Peach-Ballspielerin Marla, Dave Hooch, in Eine Klasse für sich sowie in Sneakers – Die Lautlosen. 2002 verkörperte er Samuel Riddle, den Besitzer der Pferde War Admiral und Man o’ War, in Seabiscuit – Mit dem Willen zum Erfolg und 2004 war er in Terminal zu sehen.
Weithin bekannt wurde er durch seine Rollen als Detective Lt. Brannigan vom New York Police Department, NYPD, in der Fernsehserie Der Equalizer, als Clark Kents Vater Jonathan Kent in 87 Folgen von Superman – Die Abenteuer von Lois & Clark und als Behördenleiter Charles „The Official“ Borden in 45 Folgen der Science-Fiction-Serie Invisible Man – Der Unsichtbare. Zuletzt trat er 2018 in einem Kurzfilm in Erscheinung.

## Synchronisation
Im deutschen Sprachraum wurde Jones unter anderem von Friedrich Georg Beckhaus, Heinz Theo Branding, Michael Chevalier, Otto Czarski, Klaus Dittmann, Gernot Duda, Gerd Duwner, Manfred Erdmann, Mogens von Gadow, Norbert Gastell, Manfred Grote, Roland Hemmo, Alexander Herzog, Gerd Holtenau, Joachim Kerzel, Klaus Kindler, Lothar Köster, Helmut Krauss, Horst Lampe, Andreas Mannkopff, Hartmut Neugebauer, Peter Neusser, Hans Nitschke, Joachim Nottke, Heinz Palm, Reinhard Scheunemann, Jochen Schröder, Friedrich Schütter, Klaus Sonnenschein, Jochen Striebeck, Ulrich Voß und Herbert Weicker synchronisiert.

## Filmografie
- 1959: Young Doctor Malone
- 1978: Heißes Blut (Bloodbrothers)
- 1978: On the Yard
- 1980: Die erste Todsünde (The First Deadly Sin)
- 1981: Prince of the City
- 1982: Q
- 1983: Die Glücksritter (Trading Places)
- 1983: Trick or Treat
- 1984: C.H.U.D. – Panik in Manhattan (C.H.U.D.)
- 1985: The New Kids
- 1985: Im Jahr des Drachen (Year of the Dragon)
- 1985: Invasion U.S.A.
- 1986–1989: Der Equalizer (The Equalizer)
- 1987: Das Ritual (The Believers)
- 1988: Die Nacht der Dämonen (Apprentice to Murder)
- 1989: American Blue Note
- 1990: Stanley & Iris
- 1990: Cadillac Man
- 1990: Grifters (The Grifters)
- 1990: The Young Riders
- 1991: Rocketeer (The Rocketeer)
- 1992: Matlock
- 1992: Eine Klasse für sich (A League of Their Own)
- 1992: Sneakers
- 1992: Cheers
- 1993: Die Schwester in der Todeszelle (Final Appeal)
- 1993: The Positively True Adventures of the Alleged Texas Cheerleader-Murdering Mom
- 1991–1995: Dark Shadows
- 1993–1997: Superman – Die Abenteuer von Lois & Clark (Lois & Clark: The New Adventures of Superman)
- 1995: Letter To My Killer
- 1995: Body Language
- 1998: True Friends
- 1998: Dancer, Texas Pop. 81
- 1998: Abraham Lincoln – Die Ermordung des Präsidenten (The Day Lincoln Was Shot)
- 1999: Stranger in My House
- 2000: Zurück zu Dir (Return to Me)
- 2000: Invisible Man – Der Unsichtbare (The Invisible Man)
- 2003: The Singing Detective
- 2003: The Big O
- 2003: Seabiscuit – Mit dem Willen zum Erfolg (Seabiscuit)
- 2004: Terminal
- 2005: Fighting Tommy Riley
- 2009: Castle
- 2010: Disconnect
- 2011: Act Your Age
- 2012: Veep – Die Vizepräsidentin (Veep)
- 2014: Mercy – Der Teufel kennt keine Gnade (Mercy)
- 2015: Aghape
- 2017: On the Road to Hollywood True Stories
- 2018: Lost Dogs

## Theater (Auswahl)
- 1972: That Championship Season (Broadway, New York City)[4]
- 1975: The Gingerbread Lady (Candlelight Dinner Playhouse in Chicago, Illinois)
- 1978: Curse of the Starving Class (Joseph Papp Public Theater, Off-Broadway, New York City)
- 1979: Devour the Snow (John Golden Theatre, Broadway, New York City)[4]
- 1980: An Act of Kindness (Harold Clurman Theater, Off-Broadway, New York City)
- 1982: The Freak (Douglas Fairbanks Theater, Off-Broadway, New York City)
- 1985: Triple Feature (Stage 73, Off-Broadway, New York City)
- 1985: Curse of the Starving Class (Promenade Theatre, Off-Broadway, New York City)
- 1987: Tod eines Handlungsreisenden (Actor’s Theatre, Louisville, Kentucky)
- 1988: April Snow (Manhattan Theatre Club, Stage II, Off-Broadway, New York City)
- 2007: The Dreamer Examines His Pillow (McCadden Place Theatre, Los Angeles, Kalifornien)